# Leco
El leco o leko és una llengua poc coneguda i parlada originalment en una part remota dels Andes orientals de Bolívia. És pràcticament extingida.

## Aspectes històrics, socials i culturals

### Història
A part d'unes breus llistes de vocabulari, el principal document pel qual el leco és conegut és una doctrina cristiana compilada pel missioner Andrés Herrero, a principis del segle xix. Aquesta doctrina va ser publicada per Lafone Quevedo (1905), que la va usar com a font per fer una descripció gramatical de la llengua. Aquesta obra va ser virtualment l'únic document disponible sobre el leco, fins que el lingüista Simon van de Kerke (1994) va localitzar alguns parlants de la llengua i va compilar algunes dades addicionals que van ampliar l'anàlisi de Quevedo.

### Ús i distribució
En Grimes (1988), el leco es classifica com una llengua aïllada i es considera extingida. No obstant això, Montaño Aragó (1987), va localitzar alguns parlants de la llengua a la regió d'Atén i a Apolo a la província boliviana de Franz Tamayo, al departament de La Paz, i al llarg del riu Mapiri, a la província de Larecaja, situada també en el departament de La Paz.
Alguns parlants van ser relocalizats per Van de Kerke (1994-97). Aquests parlants, en la seva majoria homes, superaven els 50 anys i no usaven habitualment la llengua des de feia molt. Van de Kerke informa que els parlants no se senten suficientment segurs com per mantenir espontàniament una conversa en leco.

## Descripció lingüística

### Fonologia
Pel que fa a la fonologia del leco, es pot assenyalar el següent quadre basat en Van de Kerke (2009: 289-291). El leco presentaria el següent sistema de fonemes consonàntics: 
| Bilabials  | Dentals       | Alveolars | Palatals | Vetllessis | Glotal |
| ---------- | ------------- | --------- | -------- | ---------- | ------ |
| Oclusives  | Simples       | p / b     | t / d    | k          |        |
| Oclusives  | Aspirades     | ph        | th       | kh         |        |
| Oclusives  | Glotalitzades | p'        | t'       | k'         |        |
| Africades  | Simples       | ts        | ch       |            |        |
| Africades  | Glotalitzades | ch'       |          |            |        |
| Fricatives | Fricatives    | s / z     | h        |            |        |
| Nasals     | Nasals        | m         | n        | ng         |        |
| Laterals   |               |           |          |            |        |
| Vibrants   | Vibrants      | r         |          |            |        |
| Semivocals | Semivocals    | w         | i        |            |        |

- El leco presenta, a més, sis fonemes vocàlics: /a/, /i/, /i/, /o/, /o/ i /è/. L'oposició entre les primeres cinc vocals es distingeix fàcilment en les dades, però l'oposició entre /i/ i /è/ només es troba en un nombre limitat de paraules, com p. ex. pele ‘bassa’ i pèlè ‘nom de planta’.

### Lèxic i classes de paraules
Quant al lèxic i les classes de paraules en leco, es pot esmentar el següent (Van de Kerke, 2009: 293-297):
- En el leco, es distingeixen quatre categories majors de paraules: nom, adjectiu, verb i adverbi. La llengua presenta, a més, un grup de categories menors: noms de persones, pronoms personals, pronoms deíctics, numerals, pronoms interrogatius, etc.
- Els noms es caracteritzen morfosintàcticament per constituir el nucli d'una frase nominal i per admetre flexió de nombre i cas. Alguns noms o substantius en leco són, per exemple, won ‘casa’, phose ‘filla’, etc.
- Quant als pronoms, el leco distingeix quatre tipus: pronoms personals, com p. ex. era 'jo', iya 'tu', kibi 'ell/ella'; pronoms demostratius, com hoo ‘aquest, a prop al parlant’, on ‘aquell, a prop a l'interlocutor’ i hino ‘aquell, lluny del parlant i interlocutor’; pronoms interrogatius, com p. ex. ha ‘qui’, u ‘què’, nora ‘on', i pronoms indefinits, expressats a través de frases dubitatives, compostes per un pronom interrogatiu i els sufixos -as ‘també’ i -ka ‘com’.
- El leco presenta un gran nombre de lexemes adjectivals, que es caracteritzen per expressar qualitats d'entitats. Així hi ha, per exemple, lais ‘bé’, suma ‘petit’.
- El leco presenta un sistema numeral decimal, compost per les següents unitats: ber ‘un', toi ‘dos', chai ‘tres', dirai ‘quatre’ i bercha ‘cinc’, berphahmo ‘sis', toiphahmo ‘set’, ch’aiphahmo ‘vuit’, berpila 'nou' i beriki 'deu'. Noti's que per als nombres 6-8, se segueix un sistema sobre la base de cinc, així com en aimara: 6 = 5 + 1, etc.
- El leco presenta un nombre restringit de lexemes adverbials, com, per exemple: kumte ‘tarda’, ch’eka ‘ahir’, chika ‘molt’. Es distingeix, a més, un conjunt de posposicions, que expressen lloc i es combinen fàcilment amb els marcadors de cas, com p. ex. hekor ‘fora’, apor ‘a prop’, haz ‘a baix’.
- Quant als verbs, es caracteritzen per funcionar com a nucli de la frase verbal i rebre sufixos de flexió de temps i persona, a més de presentar una sèrie de sufixos derivacionals. A part dels auxiliars nech i kach, el leco presenta verbs intransitius, transitius i ditransitius. Una característica típica d'aquesta llengua és la de prestar molta atenció a la posició dels objectes. Això es manifesta, per exemple, en els següents verbs, els quals combinen sempre un nom que expressa una posició amb l'auxiliar kach ‘estar’: chelkach ‘estar tirat per la meitat sobre un objecte’, lewakach ‘estar penjat’, chakach ‘estar assegut’, etc.

### Morfologia
Quant a les característiques morfològiques del leco, es pot assenyalar el següent (Van de Kerke, 2009: 297-313):
- El leco és una llengua altament aglutinant i que usa predominantment sufixos.
- Quant a la morfologia nominal, els noms presenten flexió de nombre, a través del sufix pluralitzador -institutriu, com en choswai-tha-institutriu [dona-DIM-PL] ‘donetes', i flexió de cas, com p. ex. el genitiu -moki, que s'usa amb entitats alienables com kuchi 'gos' a yo-moki kuchi [1SG-GEN gos] ‘el meu gos'; el datiu -(i)ki, que indica direcció o meta, com a (1); el locatiu -ra o -te, que marca un complement locatiu o un locatiu direccional, com a (2); l'ablatiu -rep / -bet, que indica l'origen locatiu, com en (3), etc.

| (1)                           | seneng-ki       | hu-ku-ate | dulsi |
| tots-DAT                      | 3PL-donar-PAS.1 | bombó     |       |
| ‘A tots vaig donar un bombó.’ |                 |           |       |

| (2)                                            | u           | trabajo-ra | chera              | abon-da-no-ne     | lamka-sich-ne |
| quin                                           | treball-LOC | nosaltres  | trobar-FUT-NML-INT | treballar-INF-TOP |               |
| ‘En quin treball trobarem treball (al poble)?’ |             |            |                    |                   |               |

| (3)                                                       | lilwo          | ubus-no-et                   | lal-rep/lal wara-rep |
| llagosta                                                  | sortir-NML-DCL | terra-ABL/terra interior-ABL |                      |
| ‘La llagosta surt de la terra / des de dins de la terra.’ |                |                              |                      |

- Els noms poden combinar-se, a més, amb un conjunt de sufixos derivatius, com, per exemple, el diminutiu -tha, que a més de combinar-se amb substantius, com a won-tha [casa-DIM] ‘caseta’, es combina també amb adjectius, com s'observa a (4). Un altre sufix derivatiu que afecta els noms és el ‘delimitatiu’ -beka, que expressa la idea de ‘només', com s'observa a (5). El leco presenta, a més, sufixos derivatius deverbatius (que deriven noms a partir de verbs), com, per exemple, l'infinitivitzador -sich a (6), que deriva una forma infinitiva que funciona com el subjecte d'una frase; i l'agentiu -no, que formen noms derivats que expressen un agentiu, com lamkas-no [treballar-AG] ‘treballador’.

| (4)                         | wesra         | nos-tha-te |
| Guanay                      | lluny-DIM-DCL |            |
| ‘Guanay és una mica lluny.’ |               |            |

| (5)                             | yo-phos-beka | ho-ra         | t’e-no-te |
| 1SG-filla-DEL                   | aquest-      | viure-NML-DCL |           |
| ‘La meva filla només viu aquí.’ |              |               |           |

| (6)                      | lamka-sich          | yu-gustas-in-te |
| treballar-INF            | 1.O-agradar-NEG-DCL |                 |
| ‘No m'agrada treballar.’ |                     |                 |

- Quant a la morfologia verbal, els verbs presenten flexió de persona, que es realitza a través de sufixos que marquen la persona del subjecte i prefixos que marquen l'objecte o el benefactiu/malefactiu, com s'aprecia a (7):

| (7)                                                           | ya-ache-ki | yo-moki | aycha                   | yin-k’o-a-ka-te |
| 1SG-pare-GEN                                                  | 1SG-GEN    | carn    | 1.BEN-menjar-PF-AUX-DCL |                 |
| ‘El meu pare me l'ha menjat, la meva carn.’ (jo no podia més) |            |         |                         |                 |

- Com s'observa en el quadre 2, a més de la flexió de persona, el verb en leco es pot combinar amb una sèrie de sufixos flexius (que marquen, per exemple, distincions de tipus aspectual-temporal). A manera d'exemple, es mostra en (8) l'ús del sufix de coneixement indirecte (CID) -mono, que es combina amb el verb moch ‘dir’ del qual deriva.

| Arrel verbal | PROG  | NEG    | NML/N/Adj | Pl      | CID | AUX | PAS | DCL/INT | Persona |
| -o           |       |        |           |         |     |     |     |         |         |
| Adj/         | -t    | -m/-n  |           |         |     |     |     |         |         |
| -institutriu | -mico | -ca    | -taah     |         |     |     |     |         |         |
| -cha         | -in   | -no    | -ne       | -am/-an |     |     |     |         |         |
| -anar        | -a    | -no(h) |           |         |     |     |     |         |         |
| -ich         | -s    |        |           |         |     |     |     |         |         |

| (8)                                                  | era             | fuerza-hote-to:   | ya-ache-ki-ca       | mo-no-mico-taah-te |
| jo                                                   | força-POS-PRS.1 | 1SG-pare-GEN-COMP | dir-NML-CID-PAS-DCL |                    |
| ‘Es diu que ha dit “jo tinc força com el meu pare”.’ |                 |                   |                     |                    |

- Quant a la categoria de manera, en leco fa ús de sufixos com -kama ‘poder’, -bibi ‘gairebé’, entre d'altres, per indicar un esdeveniment possible, com s'observa a (9). El leco presenta, a més, dues formes d'imperatiu de segona persona, un que es dirigeix a una sola persona i un altre que es dirigeix a diverses, com s'observa a (10a) i (10b).

| (9)                                      | chika              | es-cha-no-te                 | lamkas-in-kama-et-am |
| molt                                     | ploure-PRS-NML-DCL | treballar-NEG-capaç-DCL-Pl.1 |                      |
| ‘Està plovent fort, no podem treballar.’ |                    |                              |                      |

| (10a)                  | iya          | ta          | bal-a |
| tu                     | blat de moro | sembrar-IMP |       |
| ‘Sembra blat de moro!’ |              |             |       |

| (10b)                          | heka         | ta             | bal-noku |
| tu                             | blat de moro | sembrar-IMP.Pl |          |
| ‘Sembrin vostès blat de moro!’ |              |                |          |

- Els verbs en leco es poden combinar, a més, amb un conjunt de sufixos derivacionals, relacionats a l'aspecte, com p. ex. el completiu -hi a (11), a distincions de moviment, com per exemple, el sufix modificador de moviment wari- a (12), i a la valència, com p. ex. el sufix recíproc -mo a (13) i el causatiu -ki a (14).

| (11)                                             | yo-moki   | warsuch             | tiltil-hi-no-te |
| 1-GEN                                            | pantalons | desfet-CMPL-NML-DCL |                 |
| ‘Els meus pantalons s'han trencat completament.’ |           |                     |                 |

| (12)                     | wotha                           | wonon-wari-no-te |
| turó                     | caminar-pujar.per.terra-NML-DCL |                  |
| ‘Camina pujant el turó.’ |                                 |                  |

| (13)                                                | yobas-aya             | yanapas-mo-no-aya-te | dihwo           | bal-ich-ki |
| home-PL                                             | ajudar-REC-NML-PL-DCL | cacauets             | sembrar-INF-DAT |            |
| ‘Els homes s'ajuden entre ells a sembrar cacauets.’ |                       |                      |                 |            |

| (14)                              | o-botha-tha-ki       | do-ko-ki-a |
| 2-germà-DIM-DAT                   | 3.O-prendre-CAUS-IMP |            |
| ‘Fes-li prendre al teu germanet!’ |                      |            |

- En leco, s'observen processos productius de reduplicació. Amb substantius, la reduplicació es pot interpretar com 'un munt/molt de', amb adjectius, 'un alt grau de', amb verbs la interpretació és molt diversa i no sempre transparent; així tenim, el verb reduplicat tiltilkach ‘estar desfet’, derivat de tiltil ‘desfet’, que expressa un estat o procés, raó per la qual es combina a més amb l'auxiliar kach ‘estar’.

### L'oració
Quant a les característiques de l'oració en leco, es pot assenyalar el següent:
- Com assenyala Van de Kerke (2009: 315), l'ordre dels constituents no és fix; encara que, en general, el subjecte pren la primera posició, sobretot si es tracta d'un element topicalizat. A més, l'objecte sol precedir al verb, com s'observa en (15):

| (15)                                                                 | hino     | yobas-ne | palanta          | soh-cha-no-te | moki-a   | choswai-ki |
| aquest                                                               | home-TOP | plàtan   | mirar-PR-NML-DCL | GEN-3         | dona-DAT |            |
| ‘Aquest home està buscant plàtan per a la seva esposa (d'un altre).’ |          |          |                  |               |          |            |

- El leco és una llengua pro-drop; això vol dir que no requereix un subjecte pronominal explícit, encara que pot aparèixer com a (16) (chera 'nosaltres'):

| (16)                                                   | chera            | du-kama-tean | Burua         | da-in-tean | du-ch |
| nosaltres                                              | parlar-poder-1Pl | leco         | voler-NEG-1Pl | parlar-INF |       |
| 'Nosaltres podem parlar leco, però no volem parlar-lo' |                  |              |               |            |       |

- En leco, s'observen oracions simples i compostes (Van de Kerke, 2009: 316-324). Quant a les oracions simples, es distingeixen diversos tipus, com per exemple: oracions existencials, com (17), oracions declaratives, com (18), oracions interrogatives, ja siguin confirmatives, com (19a), o informatives, com (19b), entre d'altres.

| (17)          | aycha           | ne-no-te |
| carn          | existir-NML-DCL |          |
| ‘Hi ha carn!’ |                 |          |

| (18)                  | wesra | ens               | na-in-tha-et |
| Guanay                | lluny | estar-NEG-DIM-DCL |              |
| ‘Guanay està a prop.’ |       |                   |              |

| (19a)             | sok’och       | da-no-ne | iya-n |
| menjar            | voler-NML-INT | tu-INT   |       |
| ‘Vols menjar tu?’ |               |          |       |

| (19b)                | ha-ne               | busa-cha-no-n |
| qui-INT              | arribar-PRS-NML-INT |               |
| ‘Qui està arribant?’ |                     |               |

- Quant a les oracions compostes, es distingeixen també diversos tipus: oracions juxtaposades, com (20), oracions coordinades, com (21), i oracions subordinades (causal, concessiva, temporal, condicional, consecutiva), com (22):

| (20)                                   | on             | chelas-no | yobas-ne       | k’o-in-et     | wet-ra-no-et |
| aquest                                 | emmalaltir-NML | home-TOP  | menjar-NML-DCL | morir-FUT-DCL |              |
| ‘Aquest home malalt no menja, morirà.’ |                |           |                |               |              |

| (21)                                            | on             | chelas-no      | k’o-in-et | no              | ko-in-te      | wet-ra-no-et |
| aquest                                          | emmalaltir-NML | menjar-NML-DCL | no        | prendre-NML-DCL | morir-FUT-DCL |              |
| ‘Aquest (home) malalt no menja ni beu, morirà.’ |                |                |           |                 |               |              |

| (22)                                                 | ch’epe                  | yin-soncho-a-ra | katre-te                  | bar-ka-cha-no-to: |
| mal                                                  | 1.BEN-emmalaltir-PF-LOC | catre-LOC       | estirat-AUX-PRS-NML-PRS.1 |                   |
| ‘Com que em sento malament, estic estirat al catre.’ |                         |                 |                           |                   |

### Articles
- Adelaar, W. F. H. (1991): "The Endagered Languages Problem: South America", en R:H. Robins & E.M. Uhlenbeck (eds.) Endagered languages, Collection Diogène, Oxford, Berg Publishers, pp. 45-92.
- Van de Kerke, S. (1998): "Verb Formation in Leko: Causatives, Rflexives and Reciprocals", en L. Kulikov & H. Vater Typology of Verbal Categories, Linguistische Arbeitsberichte 382, Tübingen, pp. 105-203.
- Van de Kerke, S. (1996): "A 19th century Christian Doctrine in the Leko language"[Enllaç no actiu]